# Кох, Йонас
Йонас Кох (нем. Jonas Koch; род. 25 июня 1993, Швебиш-Халль,  земля, Баден-Вюртемберг, Германия) — немецкий профессиональный шоссейный  велогонщик, выступающий за команду мирового тура «CCC Team». 

## Достижения
2015
1-й  Тур де л’Авенир  — Очковая классификация
1-й — Этап 1
5-й Кубок Лаги - Трофей Алмар
2016
4-й Тур Фьордов — Генеральная классификация
2017
9-й Trofeo Playa de Palma
2018
8-й Тур Норвегии — Генеральная классификация
9-й Лондон — Суррей Классик
10-й Хандзаме Классик
10-й Классика Брюсселя
10-й Кубок Бернокки